# جيوفاني جيورجي
جيوفاي جيورجي هو الفيزيائي الإيطالي ومهندس تقني ولد في 27-نوفمبر عام 1871 وتوفي 19-أغسطس عام 1950
وهو صاحب نظام جيورجي للوحدات أو ما يعرف بنظام وحدات متر كيلوغرام ثانية الرائد والذي خرج علي اثره نظام الوحدات الدولي للعلن.

## حياته
وُلد جيورجي في مدينة لوكا الإيطالية ودرس الهندسة في المعهد التقني في روما.
وعمل لدي فورانسي جيورجي في مدينة فرينتينو الإيطالية. ثم عمل مديرًا للمكتب التقني لروما في الفترة بين عامي 1906 و1923.
وقام بالتدريس أيضًا في جامعة روما في الفترة بين عامي 1913 و1939.
وخلال الحرب العالمية الثانية انتقل الي مدينة فرينتينو.
ومات جيوفاني جيورجي في عام 1950 في مدينة كاستليون شيلو في ليفورنو.

## نظام جيورجي
باقتراب نهاية القرن التاسع عشر وبعد اكتشافات جيمس كليرك ماكسويل كان من الواضح عدم القدرة علي التعبير عن القياسات الكهربية بواسطة الوحدات الأساسية للطول والكتلة والوقت.
في عام 1901 اقترح العالم الإيطالي جيوفاني جيورجي نظام وحدات متر كيلوغرام ثانية علي المنظمة الإيطالية للاكترونيات والذي يقوم باستخدام وحدات متر كيلوغرام ثانية كوحدات أساسية وتم إضافة وحدة رابعة مأخوذة من الكهرومغناطيسية ليتم استخدام هذا النظام كنظام عالمي.
في عام 1935 قامت اللجنة الكهروتقنية الدولية بتبني نظام وحدات متر كيلوغرام ثانية الخاص بجيورجي بدون تحديد الوحدة الرابعة الأساسية التي سيتم اختيارها من الوحدات الكهرومغناطسية.
وفي عام 1946 قامت اللجنة الدولية للأوزان والمقاييس بالموافقة علي استخدام الأمبير لتكون الوحدة الرابعة ليتم اضافتها لنظام وحدات متر كيلوغرام ثانية.
كان نظام جيروجي الرائد لنظام الوحدات الدولي الذي تم تبنيه واستخدامه بداية من عام 1960 حيث يقوم بالاساس علي 6 وحدات أساسية هي:
- متر
- كيلوغرام
- ثانية
- كلفن
- أمبير
- شمعة

وتمت إضافة وحدة المول لتكون الوحدة السابعة في النظام الدولي في عام1971.

## روابط خارجية
- جيوفاني جيورجي على موقع الموسوعة البريطانية (الإنجليزية)